# Лучано Бруні
Лучано Бруні (італ. Luciano Bruni, нар. 24 грудня 1960, Ліворно) — італійський футболіст, що грав на позиції півзахисника, зокрема за «Фіорентину» та «Верону». Чемпіон Італії у складі останньої. 
По завершенні ігрової кар'єри — тренер.

## Клубна кар'єра
Народився 24 грудня 1960 року в Ліворно. Вихованець юнацьких команд футбольних клубів «Ліворно» та «Фіорентини».
У дорослому футболі дебютував 1978 року виступами за головну команду «Фіорентини», в якій провів три сезони, не ставши основним гравцем і взявши участь лише у 29 матчах чемпіонату. 
Згодом у 1981—1983 роках провів по сезону за «Пістоєзе» та «Реджяну».
Своєю грою за останню команду привернув увагу представників тренерського штабу «Верони», до складу якого приєднався 1983 року. Відіграв за команду з Верони наступні шість сезонів своєї ігрової кар'єри. У сезоні 1984/85 допоміг веронській команді здобути єдиний у її історії титул чемпіона Італії.
Протягом 1989—1994 років захищав кольори «Луккезе-Лібертас», «Сієни» та «Кастельфьорентіно», а завершувв ігрову кар'єру в «Ареццо», за який виступав протягом 1994—1995 років.

## Виступи за збірну
1979 року провів одну офіційну гру у складі молодіжної збірної Італії.

## Кар'єра тренера
Розпочав тренерську кар'єру невдовзі по завершенні кар'єри гравця, 1998 року в якості тренера молодіжної команди «Фіорентини», де пропрацював з 1998 по 2004 рік.
У подальшому працював з молодіжними командами низки італійських клубів, зокрема «Сієни», «П'яченци», «Сампдорії» і «Ювентуса». На чолі дублерів останнього 2010 року вигравав Турнір Віареджо. Також працював з декількома нижчоліговими командами.
З 2024 року очолює тренерський штаб команди «Остуні».

## Титули і досягнення

### Як гравця
- Переможець Турніру Віареджо (1):

«Фіорентина U-21»: 1978
- Чемпіон Італії (1):

«Верона»: 1984-1985

### Як тренера
- Переможець Турніру Віареджо (1):

«Ювентус U-21»: 2010